# Aylmer Haldane
James Aylmer Lowthorpe Haldane (Gleneagles, 17 novembre 1862 – Londra, 19 aprile 1950) è stato un generale britannico.

## Biografia

### I primi anni
Figlio del fisico Daniel Rutherford Haldane e di sua moglie Charlotte Elizabeth Lowthorpe, James Aylmer Lowthorpe Haldane era membro di una famiglia di solide tradizioni scozzesi e nacque a Gleneagles. Egli era inoltre cugino di Richard Haldane, I visconte Haldane, segretario di stato per la guerra dal 1905 al 1912, promotore delle riforme Haldane.

### La carriera militare
Nel settembre del 1882, dopo aver frequentato la Edinburgh Academy ed il Royal Military College di Sandhurst, Haldane venne assegnato ai Gordon Highlanders come ufficiale. Il 18 febbraio 1886, venne promosso al rango di tenente e l'8 aprile 1892 a quello di capitano.
Tra il 1894 ed il 1895, Haldane fu parte delle forze armate del Waziristan e prese parte alla spedizione a Chitral. Si occupò della rivolta degli Afridi nella campagna di Tirah per i due anni successivi (1897–1898), e venne nominato compagno del Distinguished Service Order (DSO) il 20 maggio 1898, nonché aiutante di campo del comandante in capo delle Indie orientali. Haldane combatté nella seconda guerra boera in Sudafrica, dove venne fatto prigioniero. Durante la sua prigionia a Pretoria, pianificò la fuga che rese famoso Winston Churchill. Haldane non riuscì a fuggire e si lamentò successivamente della mancata assistenza tributatagli da Churchill e da quanti erano fuggiti con lui. Ad ogni modo, Haldane riuscì poi a fuggire separatamente rispetto al gruppo.
Haldane venne nominato capo dello staff della sezione dell'intelligence del War Office il 27 giugno 1901, promosso maggiore il 23 luglio 1902, e proposto per la nomina a tenente colonnello già il giorno successivo. Fu attaché militare presso l'esercito imperiale giapponese dal luglio del 1904 al settembre del 1905 durante la guerra russo-giapponese ed accompagnò le forze giapponesi nell'occupazione della Manciuria.
Promosso colonnello, Haldane venne nominato compagno dell'Ordine del Bagno il 16 marzo 1906 ed ottenne il grado il 29 ottobre 1906. Dal 1906 al 1909, fu vicedirettore dell'intelligence militare dell'esercito britannico. Il 1º ottobre 1909, Haldane venne promosso generale di brigata e nel 1910 divenne comandante della 10th Infantry Brigade.

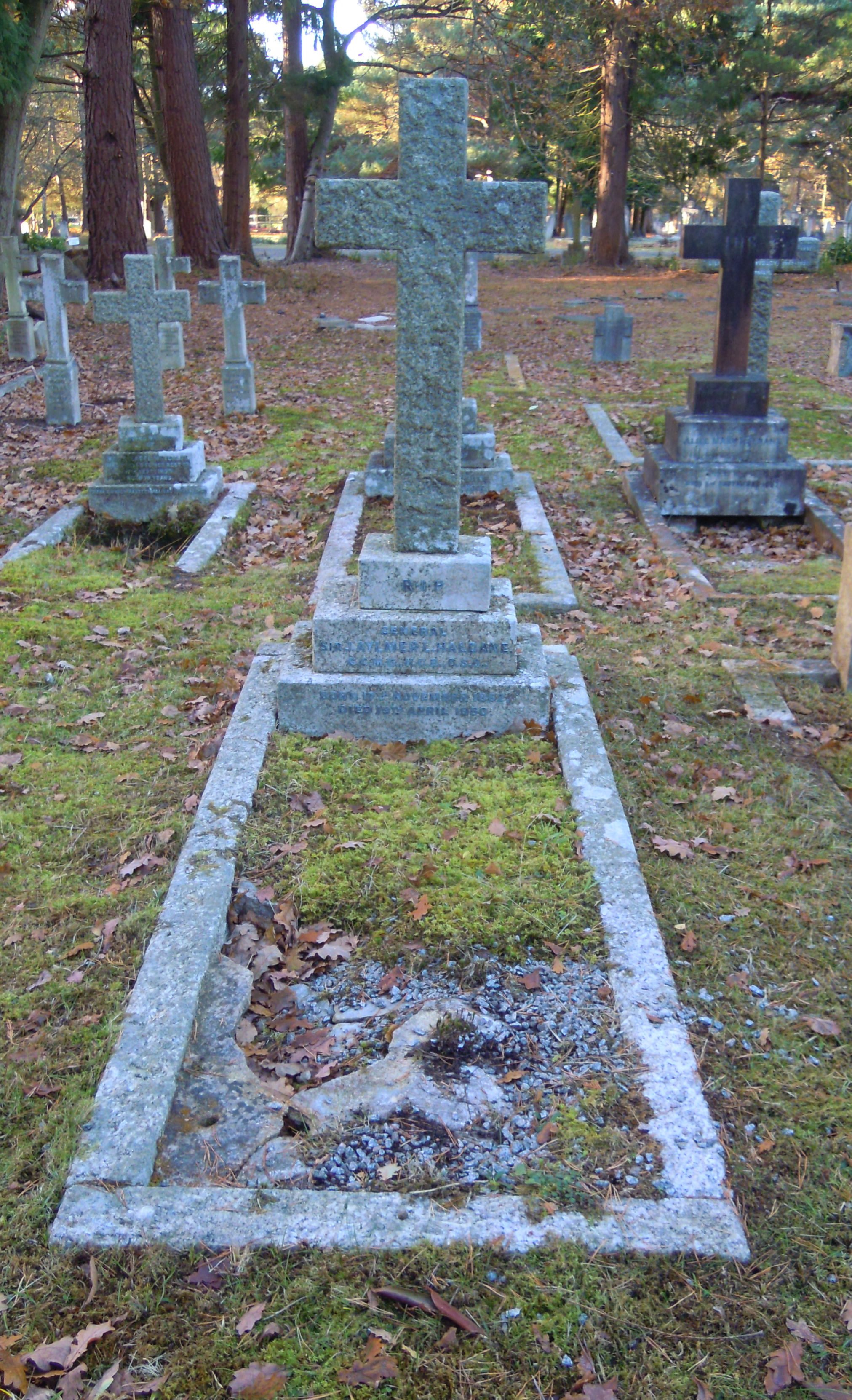
La tomba di Aylmer Haldane nel Brookwood Cemetery

Haldane combatté nella prima guerra mondiale inizialmente come ufficiale della 3rd Division. Ottenne il comando del VI corpo d'armata operante in Francia nel 1916.
Dopo la Grande Guerra, Haldane venne nominato ufficiale comandante dell'esercito britannico in Iraq dal 1920 e rimase con tale incarico sino al 1922. Si ritirò dal servizio attivo nel 1925.
Haldane morì il 19 aprile 1950 a 87 anni di età nella sua casa di Londra; la sua salma venne sepolta nel Brookwood Cemetery, nel Surrey.

## Opere
- Aylmer Haldane, How We Escaped from Pretoria, Edinburgh, W. Blackwood, 1901.
- James A. L. Haldane, A brigade of the old army, 1914, relating to operations of 10 Infantry Bde, France, Aug–Nov 1914, London, Edward Arnold, 1920.
- Haldane Sir James Aylmer Lowthorpe, The Insurrection in Mesopotamia, 1920, London, W. Blackwood and sons, 1922 (archiviato dall'url originale il 17 ottobre 2006).
- Sir James Aylmer Lowthorpe Haldane, The Haldanes of Gleneagles, Edinburgh, W. Blackwood, 1929.
- Aylmer Haldane, A Soldier's Saga: The Autobiography of General Sir Aylmer Haldane, Edinburgh, W. Blackwood, 1948.